# Ehren Kruger
Pour les articles homonymes, voir Kruger.
Ehren Kruger (né le5 octobre 1972, Alexandria (Virginie)) est un producteur et scénariste américain, né le 5 octobre 1972 .

## Biographie
Il grandit à Alexandria, Virginie, et fréquente la Thomas Jefferson High School for Science and Technology puis la Tisch School of the Arts de l'Université de New York en 1993.

## Filmographie

### Scénariste
- 1998 : Killers in the House (téléfilm) de Michael Schultz
- 1999 : Arlington Road de Mark Pellington
- 1999 : New World Disorder
- 2000 : Scream 3 de Wes Craven
- 2000 : Piège fatal (Reindeer Games) de John Frankenheimer
- 2002 : Impostor de Gary Fleder
- 2002 : Le Cercle (The Ring) de Gore Verbinski
- 2005 : Le Cercle 2 (The Ring Two) de Hideo Nakata
- 2005 : La Porte des secrets (The Skeleton Key) de Iain Softley
- 2005 : Les Frères Grimm (The Brothers Grimm) de Terry Gilliam
- 2007 : Le Goût du sang (Blood and Chocolate) de Katja von Garnier
- 2007 : Torso
- 2008 : Le Talisman
- 2009 : Transformers 2 : La Revanche (Transformers: Revenge of the Fallen) de Michael Bay
- 2011 : Transformers 3 : La Face cachée de la Lune (Transformers: Dark of the Moon) de Michael Bay
- 2014 : Transformers : L'Âge de l'extinction (Transformers: Age of Extinction) de Michael Bay
- 2017 : Ghost in the Shell de Rupert Sanders
- 2019 : Dumbo de Tim Burton
- 2021 : Top Gun: Maverick de Joseph Kosinski
- 2024 : F1 de Joseph Kosinski

### Producteur
- 2005 : Les Frères Grimm (The Brothers Grimm) de Terry Gilliam
- 2007 : Le Goût du sang (Blood and Chocolate) de Katja von Garnier
- 2011 : Dream House de Jim Sheridan
- 2011 : Scream 4 de Wes Craven
- 2017 : Le Cercle : Rings (Rings) de F. Javier Gutiérrez

## Distinctions

### Nominations
- Oscars 2023 : Meilleur scénario adapté pour Top Gun: Maverick